# Edu Ramos
Edu Ramos, właśc. Eduardo Ramos Gómez (ur. 17 lutego 1992 w Maladze) – hiszpański piłkarz występujący na pozycji pomocnika w Cádiz CF.